# La natura dell'animale
La natura dell'animale è un racconto popolare appartenente alla cultura Hausa,  diffusa nell'Africa occidentale e che ha una significativa presenza in nazioni come la Nigeria, il Sudan, il Camerun, il Ghana, la Costa d'Avorio e il Ciad.

## Genere letterario
Il racconto è catalogabile nell'ambito dei racconti morali, ossia di quelli incentrati sull'aspetto morale della vita, dell'
uomo e delle sue azioni, raccontati con il preciso scopo di indurre un dibattito su particolari tematiche, quali la famiglia e la vita comunitaria.
In questo tipo di racconti brevi, è prevista una soluzione al problema posto, come anche il desiderio di impartire lezioni morali tramite messaggi chiari e semplici. Generalmente narrano drammi familiari o comunitari e tendono ad evidenziare casi sfortunati o relazioni mal riuscite.
Il racconto vuole evidenziare la mancanza del senso di riconoscenza e di gratitudine.

## Trama
Un serpente, costretto alla fuga in quanto cacciato, si rifugia nel ventre di un contadino. Quando il pericolo è passato, il rettile non mostra nessuna intenzione di voler uscirne fuori e così l'uomo disperato si rivolge ad un airone che riesce a stanarlo ed a liberare l'uomo. Quest'ultimo, preferisce acchiappare l'airone per ucciderlo e ricavarne un antidoto per il  veleno del serpente. 

Quando la moglie del contadino viene a conoscenza della vicenda, decide di liberare l'uccello, che mostrando anche lui uno scarso senso di gratitudine, le cava un occhio con il becco.